# コザクラインコ

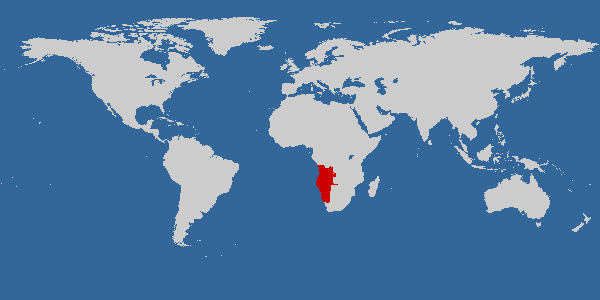
コザクラインコの分布

コザクラインコ（小桜鸚哥、学名：Agapornis roseicollis）とはオウム目インコ科ボタンインコ属の鳥である。種子を食べる。パートナーへの愛情が深いことからラブバードとも呼ばれている。比較的安価で人に馴れやすく、ペットとしても人気が高い。

## 形
- 体長は約15cm、体重は30〜60g程度。
- 体は緑色、額から前胸にかけては赤色やオレンジ、腰は明るい青色、尾羽は赤色を中心に黄色、黒などで構成される円形の模様がある。
- 額の色やペアとの仲睦まじい姿から英米ではPeach-faced Lovebird、Rosy-faced Lovebird、あるいはRoseicollisと呼ばれる。
- 品種改良によって色変わりが多数存在し、顔の色が赤色ではないものも存在する。
- 巣材として木の皮などを剥いで腰に挿して運ぶ習性があり、ボタンインコ属でコザクラインコのみが行う。

## 分布
- アフリカ南西部ナミビア共和国の半乾燥地域に生息する。
- 海抜1,500m以上の乾燥した高地に生息するが、近くに水場があることが生息域の条件である。
- アンゴラ共和国には亜種のアカコザクラインコ（Agapornis roseicollis catumbella）が生息する。

## 特徴
- 床を歩いたり、もぐったり、オモチャを与えるとよく遊ぶ。
- 野生下においては巣穴に入る性質から止まり木で寝ない個体が多い。
- 性質的に物怖じしないで、活発である。自分より大きい鳥にも威嚇したりする。
- パートナーとは非常にべったりした関係になる。手乗りは飼い主にも同様になる。

## 性別判断
- 外見からの判定は非常に難しい。
- オスの頭頂部は丸くメスは扁平である、下クチバシの横幅はメスの方が若干広いなどとされるが個体差が大きいため判断基準が難しい。
- 巣材となる樹皮や紙などをクチバシで細長く切りそれを腰に刺す習性があり多くの文献にメスが行うとあるが、実際には性別に関係なく行われる。
- 人の手のひらをコザクラインコの背中にかざした時にメスの交尾姿勢として羽を広げる姿勢をとる場合があるが、オスであっても行うものがいる。
- オスの生殖行動として気に入ったぬいぐるみ、ティッシュ、飼主の手や足などに下半身を擦り付け、自慰行為を行う場合がある。時には射精にまで至ることがある。
- 変色種の場合、両親の色から判定可能な場合がある。

## 飼育
手乗り
- 小型で価格も比較的安価であることなどから人気が高い。
- コザクラインコはラブバードと呼ばれるほどパートナーへの愛情が深く、特に一羽での飼育では飼い主に対して愛情を注ぐため非常に馴れやすい。

寿命
- １０〜１５年
- 個体差や栄養・運動といった飼育環境など飼主に寄るところも大きいが、中には20年以上生きる個体もいる。

巣引き
- 巣引きとは飼育環境下での繁殖でありコザクラインコはパートナーに愛情深く接するため、相性さえ合えば比較的容易である。
- 相性の合わない相手には執拗に攻撃を加える場合もあるので、成鳥からペアにする場合は特に充分な注意が必要である。
- 巣箱には一般的に販売されている木製の箱形のもので対応できる。
- 巣引きをさせたくない場合には、巣箱など発情の要因になるものは設置しないことが望まれる。

ヒナ

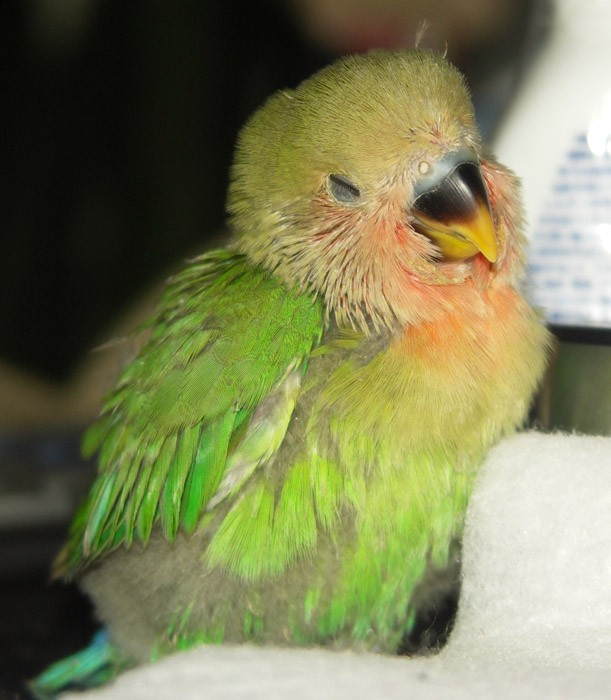
コザクラインコのヒナ姿（生後約４ヶ月頃）

- ヒナはクチバシが全体的に黒がかかるが、成長するに従って減少する。そして黄色がかった肌色のクチバシにはえかわる。
- ヒナから育てると飼い主に懐くことから販売されている。飼い主が粟玉を直接与えて育てる。
- 適温は30度前後と高い。
- ひと月もすると自分で餌を食べられるようになる。

鳴き声・声真似
- 突然大声を出すオウムのような鳴き方はしないが、声量が大きく甲高いため集合住宅などでは特に注意が必要である。
- 人の言葉を真似ることは苦手であるが、聞きづらいながらも喋る個体もいる。
- 他の種類の鳥と一緒に育った個体の場合、その鳥の鳴きまねをするなど鳴き声も環境によって変化する。

噛み癖
- 小さな体格に相反して非常に強く、強く噛まれると容易に流血となるので注意が必要である。
- 縄張り意識が強い個体の場合、その領域に手を入れた場合には攻撃される恐れがある。
- クチバシの先端が尖っていると甘噛みでも痛い場合はあるが、獣医などで先端部分をカットすることが出来る。なおクチバシには血管が通っているので、カットには知識が必要である。
- 壁紙や柱などを齧る個体も多く、部屋のあちらこちらを齧られる危険がある。
- 電気コードや鉛を含むものなど囓ったり誤飲することで生命に危険が及ぶものもあるので、放鳥時には充分な配慮が必要である。

毛引き
- 原因は一概には言えないがやや神経質なところがあり、ストレスから毛引症を発症する個体も多い。治療には投薬やエリザベスカラーを用いることが一般的だが、ストレスとなる要因を取り除く事が重要である。毛引き症は癖になると完治が難しく要因を取り除いても回復が難しくなるため、医師に相談するなど早期の対策が望まれる。
- 尾羽あたりを重点的に抜く場合は、尾脂腺（びしせん）という脂粉（しふん）を出す部位が目詰まりして炎症を起こす尾脂腺炎の疑いもある。

糞
- 糞の回数や量は主食や食べる量による影響も大きいようだが、例えばペットショップなどでケージの底を見ることで判断材料の1つとなる。
- しつけ次第では特定の場所でのみ糞をするということが出来る個体もいる。
- 糞対策としてフライトスーツというハーネス装着も可能な鳥用オムツも存在するが、ストレスになり毛引きの原因にもなるので注意が必要である。
- 糞の状態は飲食物だけでなく体調でも変化するため、普段と違う糞をする場合には注意が必要である。
- 食糞する個体もいるが、食べさせてはならない。対策の1つとしてゆで卵など食感が似ている食べ物などを与えるという方法がある。

餌
- 主食はシードと呼ばれる穀物類を主としたものや、ペレットと呼ばれる乾燥栄養食に大別される。
- 少なくとも栄養面ではペレットが優秀であり、欧米ではペレットが主流となっている。
- シードを主食にしている場合には栄養バランスを整えるため野菜類やカルシウム源なども与える事が望まれるが、野菜やフルーツを好まない個体も多い。
- シードを与える場合は殻付きの混合シードが望まれる。他種類を配合して栄養バランスを高める方法もある。
- 各種ビタミン、カルシウム、ミネラルなど病気を予防するサプリメントも効果的である。

ケージ
- ケージ（鳥かご）は四角く大きい物が良い。鉄線が横になっている上り下りができるのが好まれる。
- 20度を保つために、冬の暖房対策が必要である。
- 放鳥させて外で運動している場合は爬虫類用のケースでテラリウムを利用してもよい。

有毒となる危険なもの
- 藍藻類：アボカド、チョコレート、カカオ豆、コーラ、茶、コーヒー等。
- テオブロミン ホウレンソウ、フダンソウ、シナツナソなどシュウ酸（アク）が強いもの。
- ネギ、ニラ、ニンニク、アブラナ科、白菜、大根、タマネギ、ラッキョウ、ナス、ピーマンなどの野菜類。
- 鉛、 テフロン ニコチン、アルコール、唾液。
- 観葉植物（ポインセチア、ベゴニア、チューリップ、スイセン、スズラン、ヒヤシンスなど）
- リンゴやモモなどのバラ科の種子。

サプリメント
- カルシウムやビタミン等の補給のためにボレー粉、カトルボーン（イカの甲）、小松菜、ゆで卵の黄身などを与える飼い主もいる（ただし、これらを好まない個体も多い）。
- 米国ではアーモンド、ピスタチオ、ブルーベリー、ゴマなど優れた栄養素が含まれる混合餌が販売されている。
- 乳酸菌を常用することで腸を安定させ、下痢やメガバクテリアの予防の効果も期待できる。
- ヨーグルトを与える場合は、砂糖・脂肪が含まれないプレーンなものに限られる。

芸
- 指示に従ってターンをしたり、小物を指定した場所へ運んだりといったことも可能である。飲み込みが早い個体であれば、5分程度でターンを覚える個体もいる。
- 芸は個体差・得意苦手もあるが、飼い主（トレーナー）によるところも大きい。

水浴び
- 野生下では水浴びを好んで行う個体が多い。
- 個体差で水浴びの得意下手はあるが、人の手で強制的にするものではなく自らで浴びさせることが大切である。頻度も個体差による。
- 必要以上に濡れることは、体温の低下や脂粉が大幅に取れてしまうことなどから危険を伴う。
- 冬場でも室内が暖かい場合は水浴びをしても問題ないが、コザクラインコの羽は水が浸透して弾かないので体が冷えないように注意する。
- 水温は25度が適温とされる。
- お湯は脂粉が取れやすいので望まれない。

羽切り（クリップ）
- 風切羽を切ることで飛ぶ距離をコントロールする事が出来るが、賛否両論がある。
- メリット：家から飛び出してしまうことや、壁に衝突するといった飛び回ることによる事故が予防できる。
- デメリット：運動不足に起因する病気やストレス、飛べない事で自らの危険回避が出来なくなる。

## 色変わり・変色種

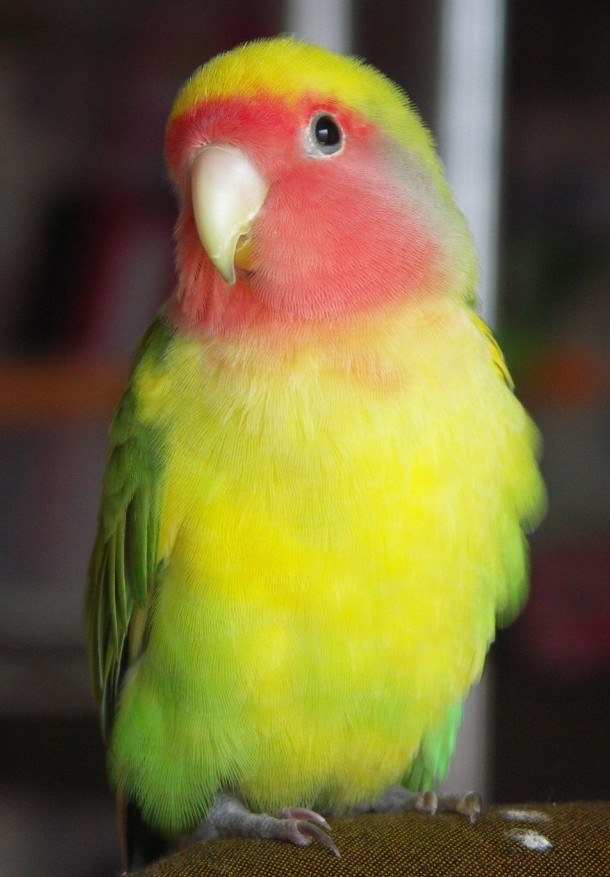
色変種：アメリカンパイド（俗称：タイガーチェリー）

- 野生下においては赤色の顔のノーマルしか存在していなかった。しかし近年数十種類程の色変わりが人工的に産出されている。名称もバラのように固定した呼び名や地域によって異なった呼び名ができている。
- 色に影響を及ぼす遺伝子の欠落、変化、配色変化などの組み合わせによって変化するためバリエーションが増えれば増えるほどさらに変わった色の個体が誕生する。
- 色変わりは分類学的に亜種ではない。
- 代表的なものとしてオレンジフェイス、ホワイトフェイス（WF）、ゴールデンチェリー、ルチノー、シーグリーン、ダッチブルー、バイオレット、シナモン、モーブなど他にも多種多様に存在する。
- OFやWFと呼ばれているものはオレンジフェイス、ホワイトフェイスといった顔色の色変わりを指したものである。ちなみにOFは顔の赤色部のみを黄色くする因子であり、WFは体色全体の黄色を減らす因子でありその色変わりのシステムは全く違う。
- パイドと呼ばれるものは、ランダムで青色が抜け黄色い斑模様が入る品種である。その模様は個々でみな違う上、換羽ごとに注しの部分が変わる。因子はアメリカンパイドであり、他の因子と共有することが可能なのでダッチブルーパイド、シナモンパイド、オーストラリアンイエローモーブパイドなど様々な品種と結合した品種名がある。また、タイガーチェリーという俗称で呼ばれることもある。
- 因子による変色の例としてダーク因子が1本入ったノーマルグリーン系はダークグリーン、ブルー系はコバルトと呼ばれる。ノーマルグリーン系の体色はより深い緑色となり腰羽の色も濃くなるが、ノーマルと並べなければ判別不能な程度の暗色化である。
- ダーク因子が2本入ったノーマルグリーン系はオリーブ、ブルー系はモーブと呼ばれる。ノーマルグリーン系の体色はオリーブグリーン、腰羽はわずかに青みがかったグレーとなる。
- なお、英語でDark Greenと言った場合、日本でのダークグリーン(ダーク因子1本)と違いダーク因子を2本持った個体を指すので注意が必要である。ダーク因子が1本の場合の英語での呼称はMedium Greenである。

## 亜種・変異種

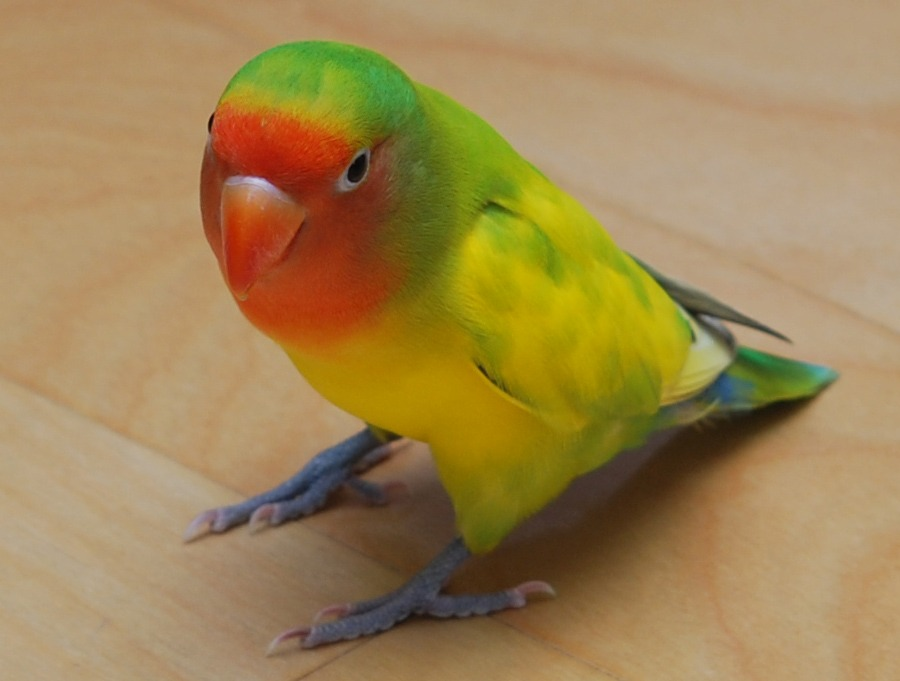
ヤエザクラインコ／父（小桜）ゴールデンチェリー×母（キエリクロボタン）ブルー

アカコザクラインコ
学名：Agapornis roseicollis catumbella
ヤエザクラインコ（八重桜インコ）／ヤエザクラボタンインコ
コザクラインコとボタンインコの種間雑種（ハイブリッド）である。遺伝子の関係で繁殖能力をもたないが、生殖行為や産卵は行える。
ジャンボコザクラインコ
longfeatherと呼ばれる1つの品種。通常のコザクラインコよりも二回り大きな体格をしており、体重は60〜80g程ある。値段が10倍近くしているため普及していない。

## コザクラインコの出入国
- ワシントン条約で「付属書II記載種類」として規制対象となっており出入国には出国側の輸出許可証が必要であったが、2004年にタイ王国で行われた締結国会議において付属書から除外された。これによりオウム目全体で付属書に掲載のない種はコザクラインコ、オカメインコ、セキセイインコの3種となった。
- 日本では経済産業省が取り扱う。
- 国によっては数週のあいだ、検疫施設への隔離が必要となる。

## 日本における飼育の歴史
大正時代に日本で起きた小鳥ブームの際、文鳥やカナリヤ、ジュウシマツ、キンカチョウなどの江戸時代から飼い鳥として日本に輸入されていた海外産の小鳥が大衆に広まった。しかしコザクラインコやボタンインコはアフリカの鳥としてこの時期に日本に紹介されていたが、マニア以外飼うことはなかった程高級だった。民衆に広まったのは昭和30年代になってからと考えられている。実際に手乗りとして売られ始めたのが昭和30年代後半で、はじめはヒナとして販売されていたのは文鳥とセキセイインコだけであった。昭和40年代になると全国的にコザクラインコのヒナが売られ始めた。しかしこの時はノーマル種だけであり、色のバリエーションがあるボタンインコに押され人気もいまいちであった。コザクラインコが再び広まり始めたのは、オカメインコと共に多くの色のバリエーションがアメリカから紹介され出始めた平成に入ってからである。現在ブームは下火になり小鳥を飼う人は減少している。ただしインコ類はさまざまな種類が飼われ始め、逆に戦前よく飼われていたクチバシが尖った種類の小鳥はペットとしては激減している。

## 米アリゾナ州での繁殖
アメリカのアリゾナ州フェニックス周辺では、1990年代後半よりペットが野生化したコザクラインコが見かけられるようになった。2010年代以降も繁殖が確認されている。サボテンにギラキツツキが穴を空け巣を作るが翌年以降放置されるため、それを巣穴として利用している。

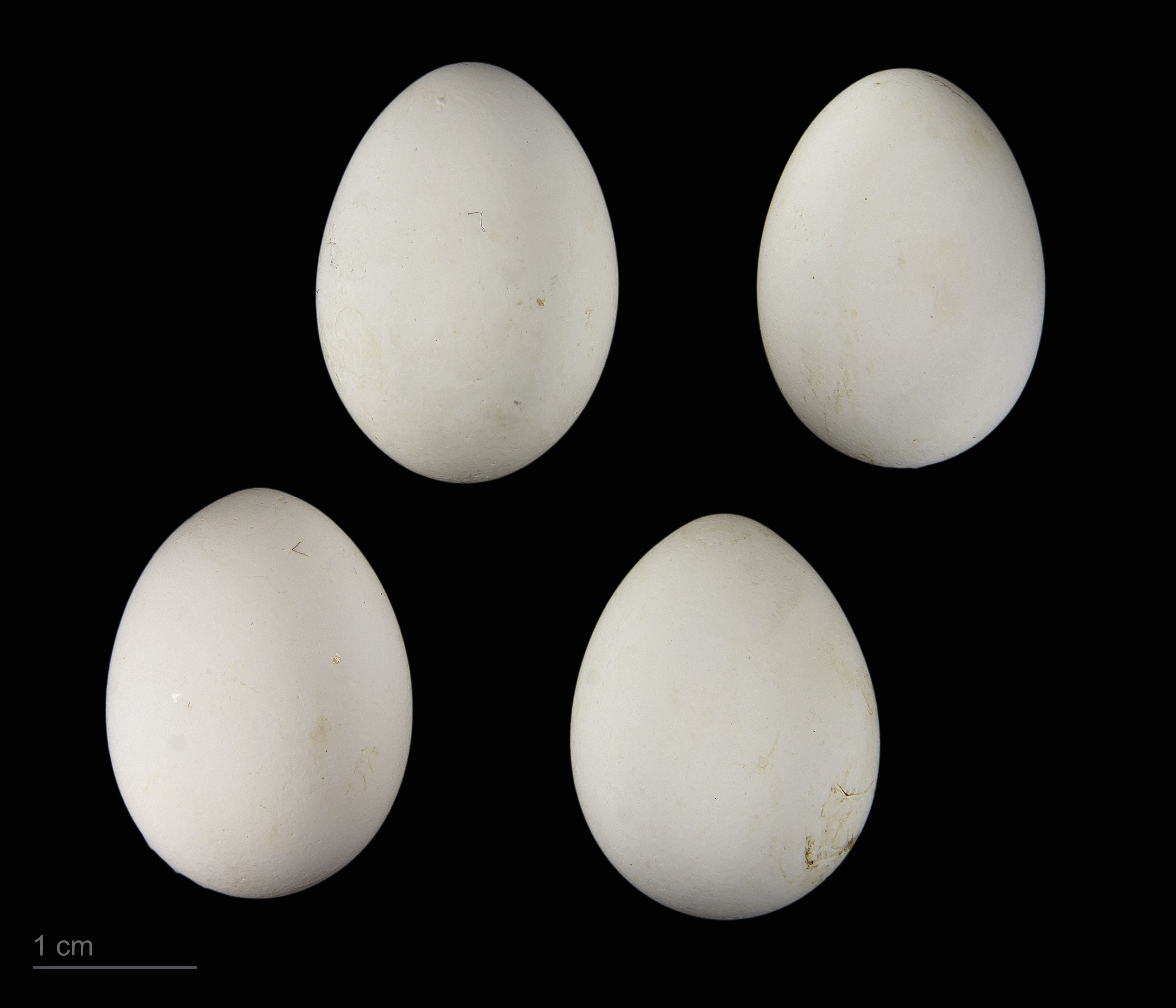
Agapornis roseicollis